# カバラ

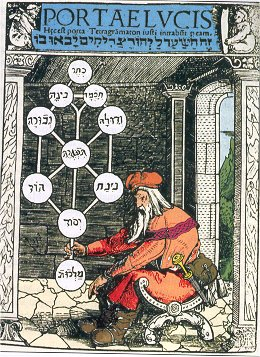
生命の樹

セフィロト

カバラ（קַבָּלָה qabbalah, Kabbala, Cabbala）、カバラーとは、ユダヤ教の伝統に基づいた創造論、終末論、メシア論を伴う神秘主義思想。ユダヤのラビたちによる、キリスト教でいうところの（『旧約聖書』の伝統的、神秘的解釈による）神智学であり、中世後期、ルネサンスのキリスト教神学者に強い影響をおよぼした。独特の宇宙観を持っていることから、しばしば仏教の神秘思想である密教との類似性を指摘されることがある。
カバラはヘブライ語の動詞キッベール「受け入れる」「伝承する」の名詞形で、「受け入れ」「伝承」を意味する。カバラが登場する以前のゲオーニーム時代には、単に口伝律法を指す言葉として用いられた。したがって、その後ユダヤ教神秘主義を指す呼称となった際にも、個人が独自に体得した神秘思想というよりは、神から伝授された知恵、あるいは師が弟子に伝承した神秘という意味で用いられることになる。
カバラはユダヤ教の伝統に忠実な側面を持とうとしたという点において、他の宗教の神秘主義とは異なる。本来のカバラは、ユダヤ教の律法を遵守すること、あるいは神から律法の真意を学ぶことを目的とした。したがって、正統的なユダヤ教との親和性を持っていた時期もあったため、必ずしも秘教的な神秘思想とは言えない。しかし、キリスト教の神秘家に採り入れられるようになると、ユダヤ教の伝統からは乖離した極めて個人的な神秘体験の追究の手段として用いられることになる。

## 小史
伝説では、アブラハムがメルキゼデクから伝授された天界の秘密だとも、モーセが律法（トーラー）（なお、トーラーは律法以外の要素も含む）に記し切れなかった部分を口伝として後世に伝えたものだともいう。しかし、3世紀から6世紀頃に始まり、16世紀頃にユダヤカバラから派生したクリスチャンカバラが成熟し、ほぼ現在の体系が完成したとされる。クリスチャンカバラまでが広義の伝統カバラの歴史とされる。
広義の伝統カバラと異なる日本のニューエイジ(スピリチュアル)型は1990年代から2000年代初頭にかけて確立された。その流れで72天使は「72守護天使」と総称を改変され、天使1柱ごとに元来のカバラには存在しなかった二つ名が与えられた。

## 分類
カバラは、ユダヤカバラと非ユダヤカバラに大別され、非ユダヤカバラはクリスチャンカバラとヘルメティックカバラに分かれる。ユダヤカバラが正統かつ本来のカバラである。カバラはユダヤ教の密教的教義であり、ユダヤ教徒によるトーラーの秘儀的解釈に用いられている。ユダヤ教においてはパルデスと呼ばれる4階層のトーラー解釈があり、これら全てユダヤ教のうちであるが、神秘主義的解釈はこのなかでも最も深いソッドと呼ばれるレベルの解釈とされる。クリスチャンカバラは文字通りキリスト教徒の観点から解釈されたカバラであり、キリスト教神秘主義との関連性もある。ヘルメティックカバラは魔術カバラとも称されており、中世以降のオカルティストや神秘主義派による秘儀的解釈から研究され受け継がれていったものである。魔術カバラは19世紀に特に重視されるようになり、近代西洋魔術の中で重要な位置を占めた。近代西洋魔術では生命の樹の象徴図表が教義の根幹に据えられている事が多い。

## 思想
カバラでは世界の創造を神「アイン・ソフ（エイン・ソフ、エン・ソフとも）」からの聖性の10段階にわたる流出の過程と考え、その聖性の最終的な形がこの物質世界であると解釈をする。この過程は10個の「球」（セフィラ）と22本の「小径」（パス）から構成される生命の樹（セフィロト）と呼ばれる象徴図で示され、その部分部分に神の属性が反映されている。
したがってカバラは一神教でありながら多神教や汎神論に近い世界観を持つ。
別の解釈ではこの世界を一冊の書物とみなす。すべてが書き込まれているこの書を解読することはこの世界のすべてを理解することである。そしてその書はヘブライ文字の22文字で書かれており、それぞれの文字が宇宙の原理となる要素を象徴しているという。それゆえ、そのヘブライ文字のアルファベットを解読することが重要な鍵となる。
また、聖書無謬主義から一見矛盾している『旧約聖書』の記述を神秘主義的解釈を用いて影響を受け読み解く（というよりは書かれたトーラーを補完する「口伝のトーラー」による解釈である）。一例として『創世記』冒頭の天地創造には人間創造の場面が2回出てくる。文献学的にはこれは別系統の神話を一つの書物に統合した為に生じた矛盾と考えられているが、カバラでは実際に人間創造が2回（またはそれ以上）行われたと解釈する。
カバラでは、魂は個体の記憶の集合体であり、唯一神は全ての生命に内在し、唯一神は永遠の魂(命の木)である。個体が善悪を分かち、各々の記憶は神へ還っていく。神はただ記憶を収集し、善悪を分かたない。神では、善の記憶が再創造の素材になり、悪の記憶が無くなる。
カバラでは次のような寓話がある。
「毎年贖罪の日では全ての生命は死んで、生き返り、悪も無くなる。あるいは、毎年角笛吹きの祭から贖罪の日までの間に全ての生命は死んで、記憶が神へ還った。贖罪の日から光の祭りまでの間に神は再創造し、善の記憶が全ての生命へ還った。死亡はただ贖罪の日と同じである。」

## 数秘学
また、『聖書』を神秘主義的に解釈する際、ゲマトリアやノタリコン、テムラーと呼ばれる一種の暗号解読法を用いる場合がある。これらが後に世俗化し「数秘学」、「数秘術」と呼ばれる運命解読の方法となった。

## 著名な人物
- ユダ・レーヴ ‐ ユダヤ教のラビで神秘思想家。ゴーレム伝説の主人公としても著名
- ゲルショム・ショーレム ‐ 20世紀のユダヤ神秘主義（カバラ）の世界的権威
- 井筒俊彦
- アリアナ・グランデ - アメリカの歌手。同性愛者である異父兄の為、カトリックからカバラへ改宗した。

## 著名な書物
- ゾーハル
- 形成の書
- バーヒール Bahir